# Dragør község
Dragør község (dánul: Dragør Kommune) Dánia 98 községének (kommune, helyi önkormányzattal rendelkező közigazgatási egység) egyike.
A 2007. január 1-jén életbe lépő közigazgatási reform nem érintette, de bizonyos kérdésekben együtt kell működnie a szomszédos Tårnby községgel.

## Települések

Koppenhága és a környező községek

Települések és népességük:
- Dragør (11419)
- Søvang (1724)

### Külső hivatkozások
- Hivatalos honlap (dán)